# レティクス (小惑星)
レティクス (15949 Rhaeticus) は小惑星帯に位置する小惑星。オーストリアのリンツに近いダヴィドシュラークでエーリッヒ・マイヤーとエルヴィン・オーベルメイヤーが発見した。
オーストリアの数学者、天文学者、ゲオルク・レティクスにちなんで命名された。